# Phoebemima albomaculata
Phoebemima albomaculata là một loài bọ cánh cứng trong họ Cerambycidae.